# Eric Jacobsen
Eric N. Jacobsen (Nova Iorque, 22 de abril de 1960) é um químico estadunidense. É desde julho de 2001 Professor Sheldon Emery de Química do Instituto de Química e Biologia Química da Universidade Harvard.
É casado e tem três filhas.
Recebeu em 2010 o Prêmio Ryōji Noyori e em 2013 o Prêmio Remsen.